# Eugen von Keyserling
Pour les articles homonymes, voir Keyserling.
Le comte Eugen von Keyserling, né le 22 mars 1832 à Pockroy, aujourd'hui en Lituanie, administrée alors par la Russie impériale, et mort le 4 avril 1889 en province de Silésie des suites d’une tuberculose, est un naturaliste allemand de la Baltique.

## Biographie
Il fait des études d’histoire naturelle à Dorpat en 1851. De 1856 à 1859, il voyage dans l’empire russe, dans le Caucase, en Arménie et en Perse. En 1860, il part pour la Grande-Bretagne et s’embarque pour l’Afrique, mais il tombe malade en Algérie et doit revenir en Europe et séjourne en France.
Il s’installe en 1864 en Silésie où il achète un vaste domaine. Il consacre ses loisirs à l’étude des araignées qu’il reçoit en particulier de ses correspondants dans les Amériques.
Son ouvrage, Die Spinnen Amerikas, est achevé par George Marx (1838-1895).